# Marinus de Jong
Marinus de Jong (født 14. januar 1891 i Oosterhout, Holland - død 13. juli 1984 i Ekeren, Belgien) var en hollandsk emigreret belgisk komponist, pianist og lærer.
de Jong studerede på Royal Flemish Musikkonservatorium hos Lodewijk Mortelmans.
Han turnerede rundt i USA i 1920'erne som koncertpianist og lærer.
Han har skrevet 4 symfonier, orkesterværker, vokalmusik, oratorier, kammermusik etc.

## Udvalgte værker
- 4 Symfonier - for orkester
- Hiawatha´s sang (1947) - oratorie - for kor og orkester
- Heidestemmingen (19?) - for orkester
- 6 Strygekvartetter